# Klaus Nomi (album)
Albums de Klaus Nomi
Simple Man
(1982)
Singles
1. Keys of Life (certifié triple disque d'or en 1981 pour 300 000ex vendus)
Sortie : 1981
2. Total Eclipse (single non commercialisé servant de promo à l'album)
Sortie : 1981
3. Lightning Strikes
Sortie : 1982
4. You Don't Own Me
Sortie : 1982
5. Nomi Song
Sortie : 1982

Klaus Nomi est le premier album du contreténor allemand Klaus Nomi, sorti en 1981 en 33 tours. L'album est certifié triple disque d'or en France pour 300 000 exemplaires vendus.

## Titres

### Face 1
1. Keys of Life (Klaus Nomi) – 2:26
2. Lightning Strikes (Lou Christie, Twyla Herbert) – 2:59
3. The Twist (Hank Ballard) – 3:10
4. Nomi Song (Kristian Hoffman) – 2:47
5. You Don't Own Me (John Medora, David White) – 3:39

### Face 2
1. The Cold Song (Henry Purcell, John Dryden) – 4:03
2. Wasting My Time (Klaus Nomi, Scott Woody) – 4:16
3. Total Eclipse (Kristian Hoffman) – 3:29
4. Nomi Chant (Man Parrish) – 1:53
5. Samson and Delilah (Aria) (Camille Saint-Saëns) – 3:43